# 어스 앤드 파이어
어스 앤드 파이어는 1967년에 네덜란드에서 결성된 프로그레시브 록 밴드이다.

## 역사
1967년에 네덜란드에서 결성된 어스 앤드 파이어는 팝록과 프로그레시브 록의 경계에 놓인 앨범 Earth and Fire (1970)의 상업적 성공과 이후 본격 프로그레시브 록 작품인 2, 3집의 비평적 성공으로 70년대 네덜란드를 대표하는 록그룹 중 하나였다. 80년대 초반들어 음악적 성취가 약해져 해산하였고 리드 보컬 예니는 솔로앨범을 내거나 플레이보이지에 누드를 공개하는 등 독특한 명사로서의 행보를 보였다. 89년에 재결성앨범을 내었지만 다시 해산하였다.

### 멤버
- Vocals: 	Manuela Berloth (1968–1969), Jerney Kaagman (1969–1983, 1987–1990)
- Guitar:    Chris Koerts (1968–1979), Johan Slager (1979), Ronnie Meyjes (1980–1983), Age Kat (1987–1990)
- Keyboards, Producer: 	Gerard Koerts (1968–1983)
- Bass: 	Hans Ziech (1968–1974), Theo Hurts (1974–1978), Bert Ruiter (1978–1983, 1987–1990)
- Drums: 	Cees Kalis (1968–1970), Ton van der Kleij (1970–1978), Ab Tamboer (1976, 1978–1983, 1987–1990), Mark Stoop (1990)
- Producer: Ton Scherpenzeel (1987–1990), Jons Pistoor (1987–1990)

### 음반 목록
- Earth and Fire (1970)
- Song of the Marching Children (1971)
- Atlantis (1973)
- To the World of the Future (1975)
- Gate to Infinity (1977)
- Reality Fills Fantasy (1979)
- Andromeda Girl (1981)
- In a State of Flux (1982)
- Phoenix (1989)